# YET11
YET11 (いぇっとじゅういち tên thật là Yoshizawa Tsutomu, sinh ngày 21 tháng 4 năm 1971 tại Sabae, Fukui) là một nhà soạn nhạc, phát triển viên trò chơi điện tử người Nhật. Ông được biết đến nhiều nhất với vai trò là đồng sáng lập công ty phần mềm Tactics thuộc NEXTON, từ đó cho ra đời hai visual novel nổi tiếng là MOON. và ONE ~Kagayaku Kisetsu e~.

## Tiểu sử
Sau khi tốt nghiệp trường dạy nghề vào năm 1991, YET11 đã làm việc luân phiên cho nhiều công ty phần mềm giải trí khác nhau, trong đó có dự án phát triển Laplace no Ma trên Super Famicom như một lập trình viên. Năm 1994, YET11 làm việc bán thời gian tại NEXTON. Trong thời gian đầu, ông chủ yếu phụ trách phần nhạc đệm cho các trò chơi pachislot được chuyển lên hệ điều hành Windows. Năm 1997, họa sĩ Hinoue Itaru gia nhập NEXTON và đã cùng YET11 lập nên thương hiệu phát triển eroge Tactics. Trò chơi đầu tay của họ là Dōsei ra mắt ngay trong năm đó, với sự tham gia của nhà soạn nhạc Orito Shinji và nhà biên kịch Don.
Năm 1998, ông là trưởng dự án phát triển MOON., một bishōjo game sở hữu toàn bộ yếu tố đặc trưng của thể loại visual novel qua một kịch bản có chiều sâu và âm nhạc nổi bật. Dự án này có sự tham gia của những nhân viên mới là hai nhà biên kịch Maeda Jun và Hisaya Naoki, nhà soạn nhạc Ishisan và các nhân viên đồ họa Miracle Mikipon và Shinory. Một năm sau, nhóm phát triển này dưới sự lãnh đạo của YET11 đã tiếp tục cho ra lò ONE ~Kagayaku Kisetsu e~. Cả MOON. và ONE đều đạt được nhiều thành công nhất định và làm nên tên tuổi của công ty trong ngành công nghiệp. Tuy nhiên hầu hết nhân viên của Tactics đã rời bỏ NEXTON sang làm việc cho Visual Art's ngay sau đó, để rồi thành lập nên hãng phát triển visual novel nổi tiếng Key. YET11 không nằm trong số những người này.
Năm 2000, YET11 rời Tactics và trở thành nhạc trưởng một nhóm sản xuất dōjin ongaku gọi là "Pulsenotes". Nhóm này ngưng hoạt động từ năm 2002 khi trang web chính thức đóng cửa, và tái hoạt động trở lại từ tháng 2 năm 2011 sau chín năm trời vắng bóng trong các sự kiện âm nhạc.

## Tác phẩm
YET11 đã tham gia vào quá trình sản xuất những trò chơi sau với vai trò là một lập trình viên kiêm nhà soạn nhạc:
Tại Mayfer Soft
- Sotsugyō Album (1995)
- Paradise Call (1995)
- Shiken ni Deru!? Haruno-chan (1996)
- Kyūkyoku Seigi Sexy Marble (1996)
- Phantom Lady (1996)

Tại Tactics
- Dōsei (1997)
- MOON. (1997)
- ONE ~Kagayaku Kisetsu e~ (1998)
- Suzu ga Utau Hi (1999)
- Yūyake ~November~ (2000)
- Variety Tactics! (2000)
- Suisui Sweet (2000)
- Cherio! (2001)

Tại NekoNeko Soft
- Gin'iro (2000)

Tác phẩm khác
- Jisatsu no Tame no 101 no Hōhō (2001)
- Makki, Shōjo Yamai Lyrical pop World' s end (album nhạc)
- Soprano (2002, album nhạc dưới danh nghĩa "Pulsenotes")